# Atemnosiphon coriaceus
Atemnosiphon coriaceus är en tibastväxtart som först beskrevs av Jacques Désiré Leandri, och fick sitt nu gällande namn av Jacques Désiré Leandri. Atemnosiphon coriaceus ingår i släktet Atemnosiphon och familjen tibastväxter. Inga underarter finns listade i Catalogue of Life.